# 夏肃初

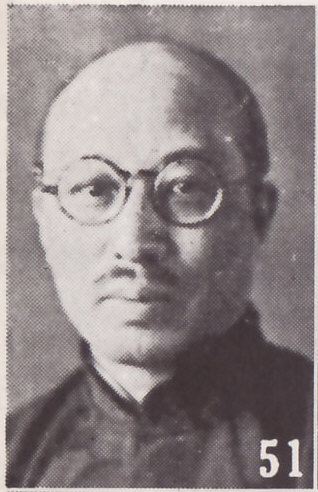
《最新支那要人传》中的夏肃初照片

夏肃初（1889年—？）别号旭初，貴州省都匀府麻哈州人，中华民国政治家，中華民国臨時政府、南京国民政府（汪精卫政权）要人。

## 生平
夏肃初早年留学日本，先后毕业于京都府立第一中学、第一高等学校。其後赴德国留学，入柏林大学学习。归国後，成为黄郛属下，任行政院駐北平政務委員会科長。1935年（民国24年）12月冀察政務委員会成立后，夏肃初继续任科長。
1937年（民国26年）12月，中華民国臨時政府成立，夏肃初参加，任振济部局長。翌年9月，内政部（总長：王揖唐）設立，夏肃初出任总務局長。1940年（民国29年）3月，汪精卫的南京国民政府成立，夏肃初任考試院銓叙部常務次長。5月，调任考試院秘書長。翌年7月，改任華北政務委員会秘書厅厅長。1942年（民国31年）3月，改任该委員会政務厅厅長。翌年2月被罷免。此後，夏肃初生平不详。